# Pardal menut
El pardal menut (Gymnoris dentata) és un ocell de la família dels passèrids (Passeridae).

## Hàbitat i distribució
Habita zones àrides amb arbres del nord de la zona afrotròpica, des del sud de Mauritània, Senegal i Guinea, cap a l'est, a través d'Etiòpia i Eritrea, fins al Iemen.